# Zapolje (Bośnia i Hercegowina)
Zapolje (cyr. Запоље) – wieś w Bośni i Hercegowinie, w Republice Serbskiej, w gminie Bratunac. W 2013 roku liczyła 67 mieszkańców.